# Геология Казахстана

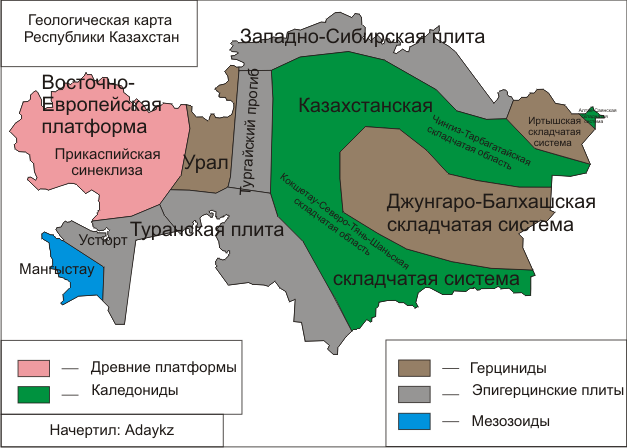
Геологическая карта Казахстана

Геология Казахстана — геологическая изученность и геологическое строение территории современного Казахстана.

## История
До 1917 года на территории современного Казахстана проводились многочисленные геологические исследования по поиску полезных ископаемых, по которым было опубликовано 1028 статей и книг.
Во второй половине 18 века первыми исследователями (публикации 1752—1797 годов) были организаторы академических экспедиций И. Гмелин, И. Лепёхин, Н. Рычков, П. Паллас, С. Гмелин, И. Фальк, И. Ренованц и И. Герман.
К 1928 году было опубликовано уже 1493 работы по этому району.

## Геологическое строение
Территория Казахстана занимает юго-восточную часть Восточно-Европейской платформы (Прикаспийская синеклиза), западную, юго-западную и южную части Уральско-Монгольского складчатого пояса, на юго-западе которого расположена обширная равнинная область — Туранская плита, перекрытая мезокайнозойским чехлом, из-под которого выступают линейные палеозоиды гор Мугоджар и Каратау. К востоку от Туранской плиты выделяется Центрально-Казахстанский палеозойский массив — Сарыарка, Чингиз-Тарбагатайская, Зайсанская линейные складчатые системы, часть Алтае-Саянской складчатой области, субширотный альпийский пояс Северного Тянь-Шаня и Джунгарского Алатау.

### Прикаспийская синеклиза
Прикаспийская синеклиза (впадина) заполнена платформенными отложениями рифея-фанерозоя, имеющими трехчленное деление. Внизу расположены песчано-сланцевые, глинистые и карбонатно-терригенные толщи рифея, нижнего и среднего палеозоя мощностью до 13 км; в средней части — мощная (около 5 км) соленосная серия кунгурского яруса нижней перми; вверху — морские и континентальные осадки верхней перми — мезозоя (4-6 км). Архей-протерозойский фундамент Прикаспийской синеклизы имеет блоково-ступенчатое строение.

### Туранская плита
Платформенный чехол Туранской плиты состоит из морских и континентальных, терригенных и карбонатно-терригенных отложений от верхнее-триасовых до антропогенных (до 4-5 км). Её фундамент образован различными по составу геосинклинальными и квазиплатформенными геологическими формациями от кембрия до триаса. Фундамент разбит разломами, прорван интрузиями.

### Мугоджары и Каратау
Мугоджары вместе с западным бортом Тургайского прогиба входят в Уральскую складчатую систему. Здесь чередуются узкие антиклинорные блоки с выходами докембрийских метаморфизованных и нижнепалеозойских вулканогенно-осадочных пород, а также синклинорные прогибы, выполненные основными вулканитами и осадочными толщами силура, девона, карбона. Развиты интрузивы ультрабазитов, габбро-диоритов и гранитоидов.
Каратау сложен метаморфизованными породами докембрия, кремнисто-глинистыми ванадиеносными и фосфоритоносными карбонатно-терригенными отложениями кембро-ордовика, карбонатными осадками древнего девона — нижнего карбона. Складчатость и интрузии проявлены умеренно.

### Центрально-Казахстанский палеозойский массив
Сарыарка образована разновозрастными и различно ориентированными блоково-складчатыми структурами, что обуславливает её мозаичное строение. Наиболее древние (радиологический возраст 1100—2700 млн лет) архей-протерозойские образования (гнейсы, кристаллические сланцы, амфиболиты, кварциты) слагают ряд крупных массивов и антиклинорных блоков (Кокшетау, Улытау, Ерейментау). Каледониды, объединяемые в Кокшетау — Северо Тянь-Шаньскую складчатую систему, занимают около 50 % территории Сарыарки. На западе они дугообразны, выпуклы на юго-западе и сложены многосинклинальными карбонатно-песчано-сланцевыми отложениями кембрия, ордовика и силура, а в центральной и северо-западной частях Сарыарки разноориентированы и выполнены преимущественно эвгеосинклинальными толщами, которые интенсивны дислоцированы. Терригенные, красноцветные, карбонатные осадки, кислые, реже основные вулканиты девона залегают полого. Карбон и пермь слагают карбонатно-терригенные (иногда угленосные) наложенные мульды.
Южную часть Сарыарки занимают герциниды Джунгаро-Балхашской складчатой системы, где преобладают кислые и средние наземные вулканиты, образующие два крупных интрузивно-вулканических пояса (девонский Центрально-Казахстанский и верхнепалеозойский Прибалхашско-Илийский). В антиклинориях развиты нижнепалеозойские кремнисто-терригенные отложения, основные вулканиты и ультрамафиты, а в синклиналиях — вулканогенные и карбонатно-терригенные породы девона и карбона. Интрузивные породы в Сарыарке и прилегающих к ней палеозоидах занимают около половины их площади, особенно широко развиты каледонские и герцинские орогенные гранитоиды, представлены также гипербазиты, базиты, субщелочные и щелочные породы.
К палеозоидам Сарыарки и Джунгарского Алатау с востока причленяются линейные каледониты Чингиз-Тарбагатайского мегаклинория, сложенного кремнисто-терригенно-вулканогенными эвгеосинклинальными формациями нижнего палеозоя. Девон здесь сложен кислыми и средними наземными вулканитами, терригенными отложениями, а карбон — известково-терригенными породами. Они слабо дислоцированы. Многочисленны массивы гранитоидов, развиты габбро-плагиограниты, щелочные интрузии.
Восточную часть Казахстана занимают герциниды Зайсанской складчатой системы, где выделяется ряд крупных структурно-формационных зон, выполненных эвгеосинклинальными кремнисто-вулканогенными и известково-терригенными отложениями силура, девона и нижнего карбона; в локальных верхнепалеозойских мульдах накоплены угленосные терригенные и субщелочные вулканогенные породы. В Рудном Алтае обильны интрузии кварцевых порфиров и верхнепалеозойских гранитоидов, в Калюинской зоне — лейкократовых гранитов; распространены габброиды, гипербазиты (Чарская зона).
Крайнюю восточную часть страны занимает нижнепалеозойская песчано-сланцевая зона Горного Алтая, относящаяся к Алтае-Саянской складчатой области.